# Menesia vitiphaga
Menesia vitiphaga är en skalbaggsart som beskrevs av Holzschuh 2003. Menesia vitiphaga ingår i släktet Menesia och familjen långhorningar. Inga underarter finns listade i Catalogue of Life.